# Stellar Crests
Stellar Crests är en bergstopp i Antarktis. Den ligger i Västantarktis. Argentina, Chile och Storbritannien gör anspråk på området. Toppen på Stellar Crests är 2 000 meter över havet.
Terrängen runt Stellar Crests är kuperad åt nordost, men åt sydväst är den platt. Stellar Crests är den högsta punkten i trakten. Trakten är obefolkad. Det finns inga samhällen i närheten.